# شمعدانی عطری قرمز
شمعدانی عطری قرمز (نام علمی: Pelargonium capitatum) نام یک گونه از سرده گل شمعدانی است.